# Janis Siegel
Janis Siegel (New York, 23 luglio 1952) è una cantante e arrangiatrice statunitense, componente del gruppo vocale The Manhattan Transfer.

## Biografia
Nata a Brooklyn, Janis Siegel iniziò giovanissima la sua carriera professionale. Già a dodici anni entrò a far parte del trio pop femminile The Young Generation, con il quale realizzò due singoli: The Hideaway / Hymn of Love per la Red Bird Records e
It's Not Gonna Take Too Long / Diggin' You per la Kapp Records. Dopo il diploma il gruppo cambiò nome in Laurel Canyon esibendosi nei locali del Greenwich Village con un repertorio di folk acustico.
Nel 1972 Janis incontrò Tim Hauser a una festa. Hauser coinvolse la giovane cantante nel suo progetto di rifondare i Manhattan Transfer, gruppo vocale nel quale aveva militato in precedenza e che si era sciolto. La nuova e più fortunata incarnazione del quartetto prese vita con la partecipazione di Laurel Massé e poi Alan Paul. I Manhattan Transfer incisero il primo disco nel 1975 ottenendo subito un grande successo di pubblico e critica grazie al loro repertorio che mescolava generi diversi come il jazz, il doo wop e il pop, alle doti vocali dei suoi componenti e gli elaborati arrangiamenti vocali.
Molti dei successi commerciali e di critica dei Manhattan Transfer sono interpretati dalla voce solista di Janis. Tra questi Operator, prima hit dei gruppo, Chanson d'Amour, Boy from New York City e Ray's Rockhouse. Col tempo Janis divenne uno dei principali responsabili degli arrangiamenti vocali del gruppo. Il suo lavoro fu particolarmente apprezzato per l'arrangiamento vocale di Birdland e nel pluripremiato album Vocalese del 1985.
Dagli anni ottanta la cantante iniziò una carriera solista parallela a quella con i Manhattan Transfer realizzando con discreta cadenza dischi a proprio nome e collaborazioni esterne al gruppo sia come cantante che come arrangiatrice. Tra i membri del gruppo Janis è stata quella con la più attiva carriera solista.
Nel 1981 partecipò come cantante al disco di musica elettronica String Quartet No. 4 su musiche del compositore turco Ilhan Mimaroglu. Dalla fine degli anni ottanta iniziò una proficua collaborazione con il pianista jazz Fred Hersh con cui realizzò due dischi.
Nel 1985 ha fatto parte di un gruppo denominato Sing, Sing, Sing insieme a Jon Hendricks, Bobby McFerrin e Dianne Reeves. Ha inoltre fatto parte della Voiceorchestra di McFerrin.
Nel 1990, insieme a Cheryl Bentyne e Lorraine Feather partecipò alla colonna sonora del film Dick Tracy di Warren Beatty. Una sua interpretazione del brano Bei mir bist du schön fu incisa per la colonna sonora del film Swing Kids - Giovani ribelli del 1993 dedicato al fenomeno della Swingjugend, i giovani appassionati di musica americana all'epoca della Germania nazista.
Nel 2009 realizzò un album dedicato alle composizioni di Johnny Mercer con una formazione all stars denominata JaLaLa insieme alla sua vecchia collega dei Manhattan Transfer Laurel Massé e alla cantante del gruppo vocale New York Voices Laurel Kinhan.

## Riconoscimenti
Il secondo album di Janis Siegel, At Home, fu candidato ai Grammy Awards nella categoria Best Female Jazz Vocal. In totale, considerando quelli con i Manhattan Transfer, Janis Siegel ha ottenuto 9 Grammy Awards con altre 17 nomination.

## Discografia
- 1982 – Experiment in White, LP, Atlantic Records ATL K 50 903
- 1987 – At Home, LP, Atlantic Records 81748-1
- 1989 – Short Stories, LP, Atlantic Records 81989-1, con Fred Hersh
- 1995 – Slow Hot Wind, CD, Varèse Sarabande 5552, con Fred Hersh
- 1999 – The Tender Trap, CD, Monarch Records MONA-1021
- 2002 – I Wish You Love, CD, Telarc 83551
- 2003 – Friday Night Special, CD, Telarc 83566
- 2004 – Sketches of Broadway, CD, Telarc C83597
- 2006 – A Thousand Beautiful Things, CD, Telarc 83630
- 2009 – JaLaLa, The Old Mercer Magic!, CD, Dare Records 200206, con Laurel Massé e Laurel Kinhan
- 2013 – Night Songs. A Late Night Interlude, CD, Palmetto Records PM2166
- 2015 – Requinte Trio, Honey and Air, download digitale, iTunes, con Nanny Assis e John Di Martino
- 2020 – Mazel, download digitale, Night is Alive, con John Di Martino e Cantor Daniel Kramer
- 2021 – Cryin' in My Whiskey, download digitale, Night is Alive, con John Di Martino